# Manuel Becerra Bermúdez
Manuel Becerra Bermúdez (Castro de Rei, 20 d'octubre de 1820 – Madrid, 19 de desembre de 1896) va ser un matemàtic i polític gallec, ministre amb Amadeu I, Alfons XII i durant la Regència de Maria Cristina. Destacat maçó, va ser Gran Mestre del Gran Orient d'Espanya.

## Biografia
Matemàtic de renom, es va titular com a enginyer civil a l'Acadèmia d'Enginyers Civils i va ser membre de nombre de la Reial Acadèmia de Ciències Exactes, Físiques i Naturals. Se'l considera un dels precursors de l'educació física i fou president de la Societat Gimnàstica Espanyola.
Políticament va destacar per les seves idees progressistes i revolucionàries, cosa que el van dur a participar activament en la Revolució de 1848, raó per la qual fou empresonat algunes vegades i haver de buscar aixopluc a l'estranger. El 1849 formà part del comitè directiu del Partit Democràtic i col·laborà a El Tribunal del Pueblo. El 1854 tornarà a participar en els moviments revolucionaris que donaran lloc al Bienni Progressista (1854-1856) i, després del cop d'estat del general O'Donnell que li va posar fi, fou detingut, bandejat a Bilbao i posteriorment s'exiliaria a França. El 1866 fou representant del Partit Democràtic en el Pacte d'Oostende.
Manuel Becerra tornà a la vida política del país durant la Revolució de 1868 formant part, com a diputat, de la Junta Superior Revolucionària entre el 5 d'octubre i el 19 d'octubre de 1868. Després de les eleccions generals espanyoles de 1869 va resultar escollit Diputat a Corts per Lugo, encara que finalment va optar per la circumscripció de Madrid i com a tal va ocupar la cartera de ministre d'Ultramar entre el 13 de juliol de 1869 i el 31 de març de 1870 durant la regència del general Francisco Serrano Domínguez. Fou escollit novament diputat a les eleccions generals espanyoles de 1871 i 1872, ocuparà la cartera de ministre de Foment entre el 19 de desembre de 1872 i el 12 de febrer de 1873, ja sota el regnat d'Amadeo I. Ocuparà aquest mateix ministeri en el primer govern de la Primera República Espanyola entre el 12 de febrer i el 24 de febrer de 1873 sota la presidència d'Estanislau Figueras.
Amb la restauració borbònica va formar part de tres dels governs presidits per Práxedes Mateo Sagasta com a ministre d'Ultramar: entre l'11 de desembre de 1888 i el 21 de gener de 1890, del 21 de gener al 5 de juny de 1890 i entre el 12 de març i el 4 de novembre de 1894. El 1894 fou nomenat senador vitalici

## Vida maçònica
Va ser un destacat maçó. Sobirà Gran Comanador del Suprem Consell en els anys 1884-1889. Va ser Gran Mestre del Gran Orient d'Espanya.

## Obres
- Imperio Ibérico
- Tratado Racional de la Gimnástica y de los Ejercicios y Juegos Corporales (1893)